# مدفع هجوم

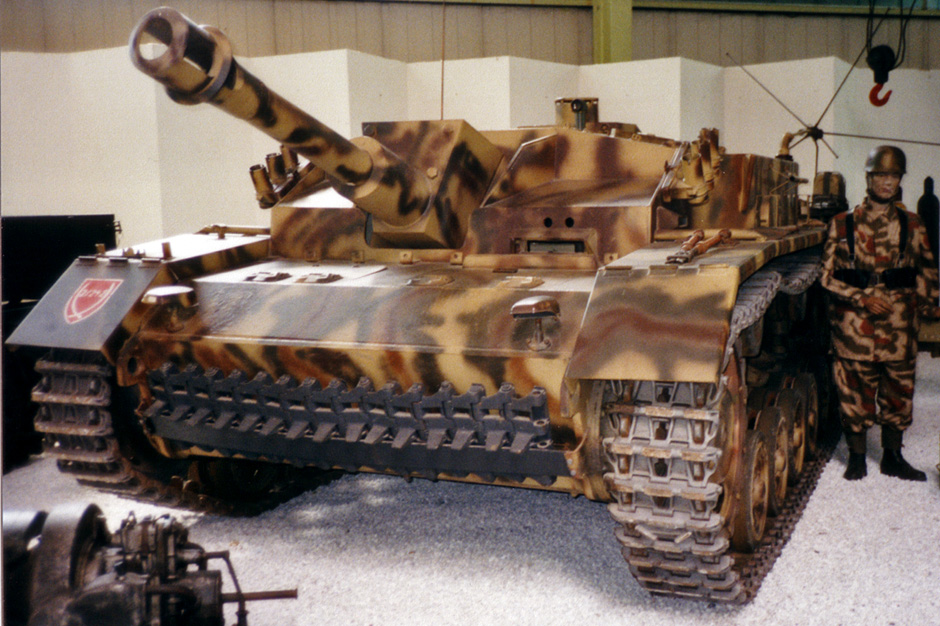
المدفع الهجومي (هاوتزر العاصفة 42)

السلاح الهجومي (بالإنجليزية: assault gun) هو عبارة عن بندقية ومدفعية مركبة على سيارة أو شاصي مدرعة. صممت للمساندة المشاة ورمي الأهداف المباشرة عند الهجوم على العدو أو انسحابه من أرض المعركة. تم استخدامها أثناء الحرب العالمية الثانية وأول من اخترعها هي ألمانيا في الحرب العالمية الثانية.